# アルツァイ
アルツァイ (独: Alzey ドイツ語発音: [ˈaltsaɪ] ( 音声ファイル)、アルツェイとも表記) はドイツ連邦共和国 ラインラント＝プファルツ州 アルツァイ＝ヴォルムス郡にある市で、同郡の郡庁所在地であり、連合自治体に属していない市である。

## 姉妹都市
- - ハーペンデン(Harpenden)（イギリス、1963年）
- - ジョスラン(Josselin)（フランス、1973年）
- - ピレネー＝アトランティック県ランベイエ(Lembeye)（フランス、1980年）
- - ブルゲンラント州レヒニッツ(Rechnitz)（オーストリア、1981年）
- - ヴィエルコポルスカ県コシチャン(Kościan)（ポーランド、1990年）
- - カーメンツ(Kamenz)（ザクセン州、1990年）